# Newcastle (Wyoming)
Newcastle è una città e capoluogo della contea di Weston, Wyoming, Stati Uniti. La popolazione era di 3.532 abitanti al censimento del 2010.

## Geografia fisica
Secondo lo United States Census Bureau, ha un'area totale di 2,55 mi² (6,60 km²).

## Società

### Evoluzione demografica
Secondo il censimento del 2010, la popolazione era di 3.532 abitanti.

### Etnie e minoranze straniere
Secondo il censimento del 2010, la composizione etnica della città era formata dal 94,6% di bianchi, lo 0,4% di afroamericani, l'1,6% di nativi americani, lo 0,3% di asiatici, lo 0,1% di oceanici, l'1,0% di altre razze, e il 2,0% di due o più etnie. Ispanici o latinos di qualunque razza erano il 3,4% della popolazione.